# Aartsbisdom Keulen

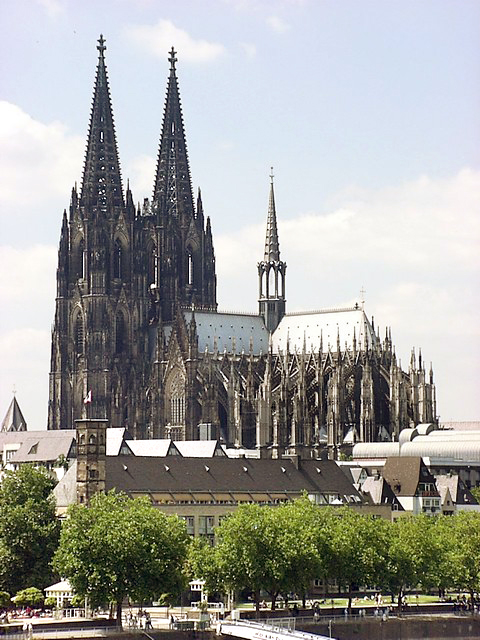
Dom van Keulen

Het aartsbisdom Keulen (Duits: Erzbistum Köln; Latijn: Archidioecesis Coloniensis) is een rooms-katholiek aartsbisdom met zijn hoofdzetel in de Duitse stad Keulen. Het bisdom omvat het midden-zuidelijke deel van de deelstaat Noordrijn-Westfalen.
De eerste bisschop van Keulen die met zekerheid bekend is, is de heilige Maternus die als deelnemer van de concilies van Rome en Arles in 313 en 314 genoemd is. De titel aartsbisschop wordt in Keulen ongeveer vanaf 795 gevoerd. Tot de hervorming van de bisdommen in de Nederlanden in 1559 vielen de bisdommen Utrecht en Luik onder het aartsbisdom Keulen.

## Kerkprovincie (actueel)
De aartsbisschop van Keulen is metropoliet van de kerkprovincie met de volgende bisdommen:
- Bisdom Aken
- Bisdom Essen
- Bisdom Limburg
- Bisdom Münster
- Bisdom Trier

## Kerkprovincie (historisch)
De omvang van de kerkprovincie, waar de aartsbisschop van Keulen metropoliet van was, veranderde gedurende de 1200 jaar van het bestaan enige malen ingrijpend:
- de Keulse kerkprovincie ontstond vanuit de Romeinse provincie Germania Inferior (Neder-Germanië) en had als suffragaan-bisdommen onder andere Utrecht en Luik.
- de politiek van de heersers over de Nederlanden leidde onder Philips II tot drie afzonderlijke kerkprovincies in de Nederlanden, waardoor Utrecht en Luik voor Keulen verloren gingen
- de reformatie leidde tot het opheffen van bisdommen, de Westfaalse Vrede van 1648 maakte een eind aan de strijd om die bisdommen.
- de Franse Revolutie had tot gevolg dat de linker Rijnoever na 1797 bij Frankrijk hoorde. De stad Keulen lag dus niet meer in Duitsland. Dit gold ook voor de zetels van de aartsbisschoppen van Mainz en Trier, zodat de gehele eeuwenoude kerkelijke structuur verdween. In 1802 werd er een concordaat tussen de paus en Frankrijk gesloten, waardoor er in Frankrijk een nieuw kerkelijke kaart ontstond. Keulen, Trier en Aken maakten deel uit van die nieuwe structuur.
- na het Congres van Wenen in 1815 werd er staatkundig veel gerestaureerd, maar ook waren veel veranderingen blijvend geworden. In 1821 kwam er dan ook een nieuwe kerkelijke indeling in Duitsland, die rekening hield met de nieuwe staatsgrenzen van de verschillende Duitse staten. De gehele kerkprovincie Keulen lag nu in Pruisen. Osnabrück kon dus niet terugkomen, want dat lag in het koninkrijk Hannover.
- in 1929 was het karakter van Duitsland sterk gewijzigd door de industrialisering en de Eerste Wereldoorlog, zodat de kerkelijke structuur aangepast moest worden.

| bisdom        | jaar van opname | opmerking                          | jaar van uittreding | opmerking                            |
| ------------- | --------------- | ---------------------------------- | ------------------- | ------------------------------------ |
| Luik          | 795             | vorming kerkprovincie              | 1802                | bij aartsbisdom Mechelen             |
| Utrecht       | 795             | vorming kerkprovincie              | 1559                | vorming kerkprovincie Utrecht        |
| Osnabrück     | 795             | vorming kerkprovincie              | 1802                | exempt bisdom                        |
| Osnabrück (2) | 1929            | was exempt                         | 1995                | vorming kerkprovincie Bremen         |
| Minden        | 795             | vorming kerkprovincie              | 1634/48             | opgeheven door reformatie            |
| Bremen        | 795             | vorming kerkprovincie              | 848                 | vorming kerkprovincie Bremen-Hamburg |
| Münster       | circa 800       | stichting bisdom                   |                     |                                      |
| Paderborn     | 1821            | van voormalige kerkprovincie Mainz | 1929                | vorming kerkprovincie Paderborn      |
| Trier         | 1821            | van voormalige kerkprovincie Trier |                     |                                      |
| Aken          | 1929            | stichting bisdom                   |                     |                                      |
| Limburg       | 1929            | van kerkprovincie Freiburg         |                     |                                      |
| Essen         | 1958            | stichting bisdom                   |                     |                                      |